# Skeumorfizm

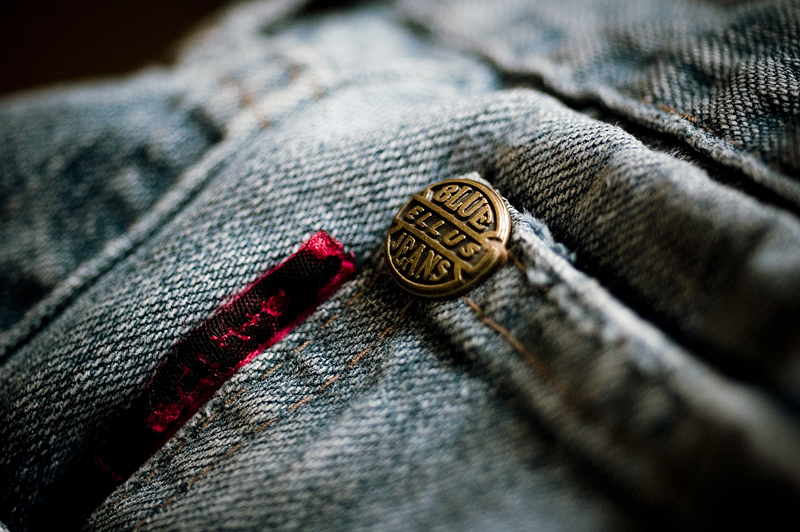
Dżinsy z dekoracyjnym nitem przykrywającym zwykły nit

Skeumorfizm (gr. skeúos "naczynie, przedmiot" + morphé "postać, kształt") – odtworzenie właściwości, kształtu, tekstury, barwy lub funkcji przedmiotu oryginalnego w materiale zastępczym. Alternatywnie opisywany jest jako element we wzornictwie lub strukturze nowego obiektu, nie posiadający żadnej funkcji użytkowej, lecz konieczny w oryginalnie użytym materiale lub konstrukcji.
Skeumorfizm może być wykorzystywany celowo, aby nowy wygląd wydawał się znajomy i przyjazny. Przykładami skeumorfizmu jest filtr w papierosie, który jest udekorowany, aby przypominał korek, lub elementy graficznych interfejsów, które przypominają rzeczywiste przedmioty, jak np. przyciski.